# Ettore Tavernari

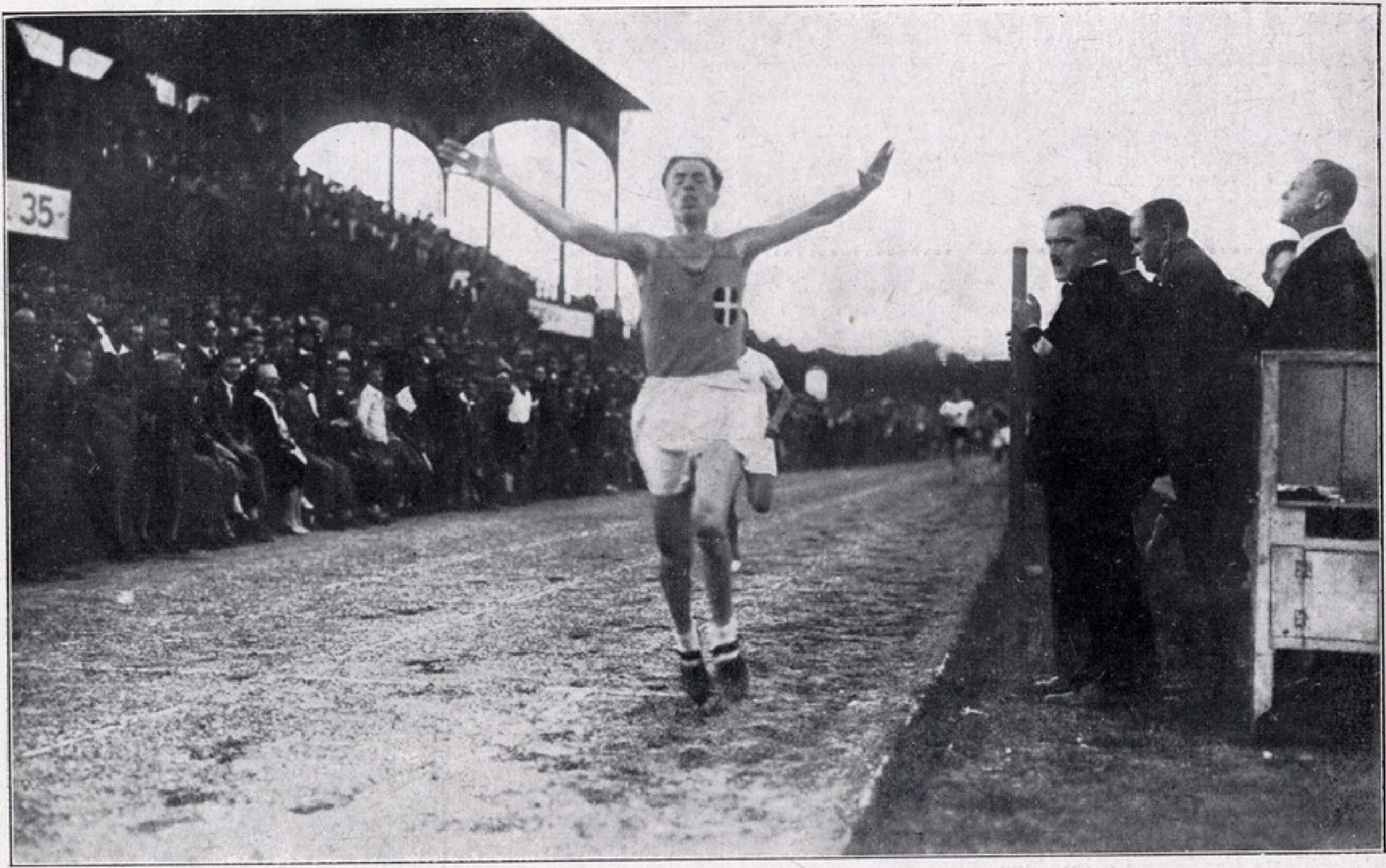
Ettore Tavernari gewinnt im Juli 1927 die 800 Meter in Prag.

Ettore Tavernari (* 16. Januar 1905 in Modena; † 1981) war ein italienischer Sprinter und Mittelstreckenläufer.
Bei den Olympischen Spielen 1928 in Amsterdam schied er über 800 m und in der 4-mal-400-Meter-Staffel im Vorlauf aus.
1934 wurde er bei den Leichtathletik-Europameisterschaften in Turin jeweils Vierter über 400 m und in der 4-mal-400-Meter-Staffel.

## Persönliche Bestzeiten
- 400 m: 48,3 s, 25. August 1935, Mailand
- 800 m: 1:52,3 min, 20. Mai 1929, Paris